# Таня Гроттер

Обкладинка першої книжки про Таню Гроттер

«Та́ня Гро́ттер» — серія книжок письменника Дмитра Ємця про неповнолітню чаклунку Таню Гроттер, що задумувалася як пародія на Гаррі Поттера, але з часом стало виданням з самостійною історією.
Правами на видання книг про Таню Гроттер володіє видавництво «Ексмо».
Однак із виданням книжок закордоном у автора виникли проблеми, адже Джоан Роулінг подала на автора позов до суду про плагіат та виграла його.

## Книги серії
- Таня Гроттер і магічний контрабас (2002)
- Таня Гроттер і зникаючий поверх (2002)
- Таня Гроттер і Золота П'явка (2003)
- Таня Гроттер і трон Древніра (2003)
- Таня Гроттер і посох Волхвів (2003)
- Таня Гроттер і молот Перуна (2003)
- Таня Гроттер і пенсне Ноя (2003)
- Таня Гроттер і черевики кентавра (2004)
- Таня Гроттер і колодязь Посейдона (2004)
- Таня Гроттер і пасмо Афродити (2005)
- Таня Гроттер і перстень із перлиною (2006)
- Таня Гроттер і повний Тібідохс! Фразочки, цитати й афоризми (2006)
- Таня Гроттер та прокляття некроманта (2007)
- Таня Гроттер і балакучий сфінкс (2008)
- Таня Гроттер і птах титанів (2012)

На відміну від «Гаррі Поттера», книги про Таню Гроттер у 2005 році були видані з ілюстраціями.

## Сюжет
Таня Гроттер — дівчинка, батьки якої загинули від руки лихої чаклунки Чуми-дель-Торт. Проте сама Таня вижила, і від укусу смертельного скорпіона у неї залишився лише шрам. Директор школи для чаклунів Сарданапал Чорноморов залишив дівчинку на виховання її єдиним родичам, депутатові Дурневу. Ті не знали про її справжнє минуле, казали, що батьки її загинули під час катання на лижах.
Проте коли дівчинці виповнилося 10 років, її забрали до школи Тібідохс. Там Таня Гроттер та її двоє друзів — Ванька Валялкін та Баб-Ягун — зустрічаються із безліччю небезпек.

## Позов про плагіат
Цикл неодноразово звинувачувався в нахабному запозиченні сюжетних ходів з серії «Гаррі Поттер» англійської письменниці Джоан Роулінг. При спробі публікації першого тому серії в Голландії, Дмитро Ємець був звинувачений в плагіаті адвокатами Роулінг, і програв справу. Публікація «Тані Гроттер» заборонена в ряді європейських країн.

## Подібності із серією книжок проГаррі Поттера
Голландський суд встановив такі подібності між книжками про Таню Гроттер та Гаррі Поттера:
| Гаррі Поттер | Таня Гроттер                                                                                                  |
| --- | --- |
| Батьки Гаррі загинули від Темного Лорда Волдеморта (Волан-де-Морт у російському перекладі)                        | Батьки Тані загинули від лихої чаклунки Чуми-дель-Торт                                                        |
| Хлопець думає, що його батьки загинули в автомобільній катастрофі                                                 | Таня Гроттер вважає, що її батьки загинули від снігової лавини                                                |
| В хлопця після зустрічі з Волдемортом залишився шрам                                                              | Після зустрічі з Чумою-дель-Торт у дівчині залишилась родинка                                                 |
| Хлопчика лишають на порозі його єдиних родичів — Вернона та Петунії Дурслі                                        | Дівчинку лишають на порозі її єдиних родичів — Германа та Нінель Дурневих                                     |
| Вони погано поводяться із хлопцем, виділяючи власного сина Дадлі                                                  | Дурневи погано поводяться із Танею, виділяючи свою доньку Пенелопу                                            |
| Коли Гаррі виповнилося 11, він вирушає до школи для чарівників — Гоґвортс, що стає повною несподіванкою для нього | Коли їй виповнилося 10, вона вирушає до школи для чарівників — Тібідохс, що стає повною несподіванкою для неї |
| До школи може дістатися лише потягом за допомогою чарівної платформи                                              | До школи може дістатися лише польотом або телепортацією                                                       |
| У школі здобуває двох друзів                                                                                      | У школі здобуває двох друзів                                                                                  |
| Стає видатним гравцем у квідич, літаючи на мітлі                                                                  | Стає видатним гравцем у драконбол, літаючи на контрабасі                                                      |
| Волдеморт шукає філософський камінь, що захований у Гоґвортсі                                                     | Чума-дель-Торт шукає амулет, що захований у родимці Тані Гроттер                                              |
| Кульмінація історії відбувається в підвалі школи                                                                  | Кульмінація історії відбувається в підвалі школи                                                              |
| Гаррі б'ється із Волдемортом                                                                                      | Таня б'ється із Чумою-дель-Торт                                                                               |
| Він виграє | Вона виграє                                                                                                   |
| На цьому закінчується перший рік навчання Гаррі в школі                                                           | На цьому закінчується перша книга про Таню Гроттер                                                            |

## Джерело
- Сайт про Таню Гроттер (рос.)